# メギンギョルズ
メギンギョルズ（古ノルド語: Megingjörð。「力の帯」の意。メギンギョルド(Megin Gjord)とも）は、北欧神話の雷神トールが腹に身につけていた力帯。これを締めると彼の神力（アースメギン）が2倍になったと言われる。
神話では僅かに名前が見られる程度で、材料、入手経緯など今のところ書かれた文献は見つかっていない。